# Sandro Crispino
Sandro Crispino (Parenti, 3 giugno 1952) è un ex calciatore italiano, di ruolo attaccante.

## Carriera
Ha giocato in Serie A con la maglia della Ternana (3 presenze nel campionato 1974-1975). Con i rossoverdi umbri ha ottenuto anche 7 presenze ed una rete in Serie B nella stagione 1975-1976.
Ha militato per diversi anni nei campionati di Serie C indossando le maglie di Lecce, Sorrento e Cosenza. Ha ottenuto una promozione dalla Serie C2 alla Serie C1 con la Virtus Casarano durante la stagione 1980-1981 realizzando 2 gol in 19 incontri. Ha chiuso con il calcio professionistico nel 1982 vestendo la maglia del Cosenza con cui ha raggiunto un'altra promozione in C1. Ha proseguito la carriera agonistica nei dilettanti.
Nell'aprile del 2022, all'età di quasi settant'anni, tornò in campo firmando per la Paolana, squadra cosentina che in quell'anno celebrava il suo secolo di storia.

## Vicende giudiziarie
Due ragazze minorenni, figlie di una donna con cui Crispino conviveva, lo accusarono di violenza sessuale e maltrattamenti in famiglia: al processo, l'ex calciatore venne assolto perché il fatto non sussiste.